# تخميل

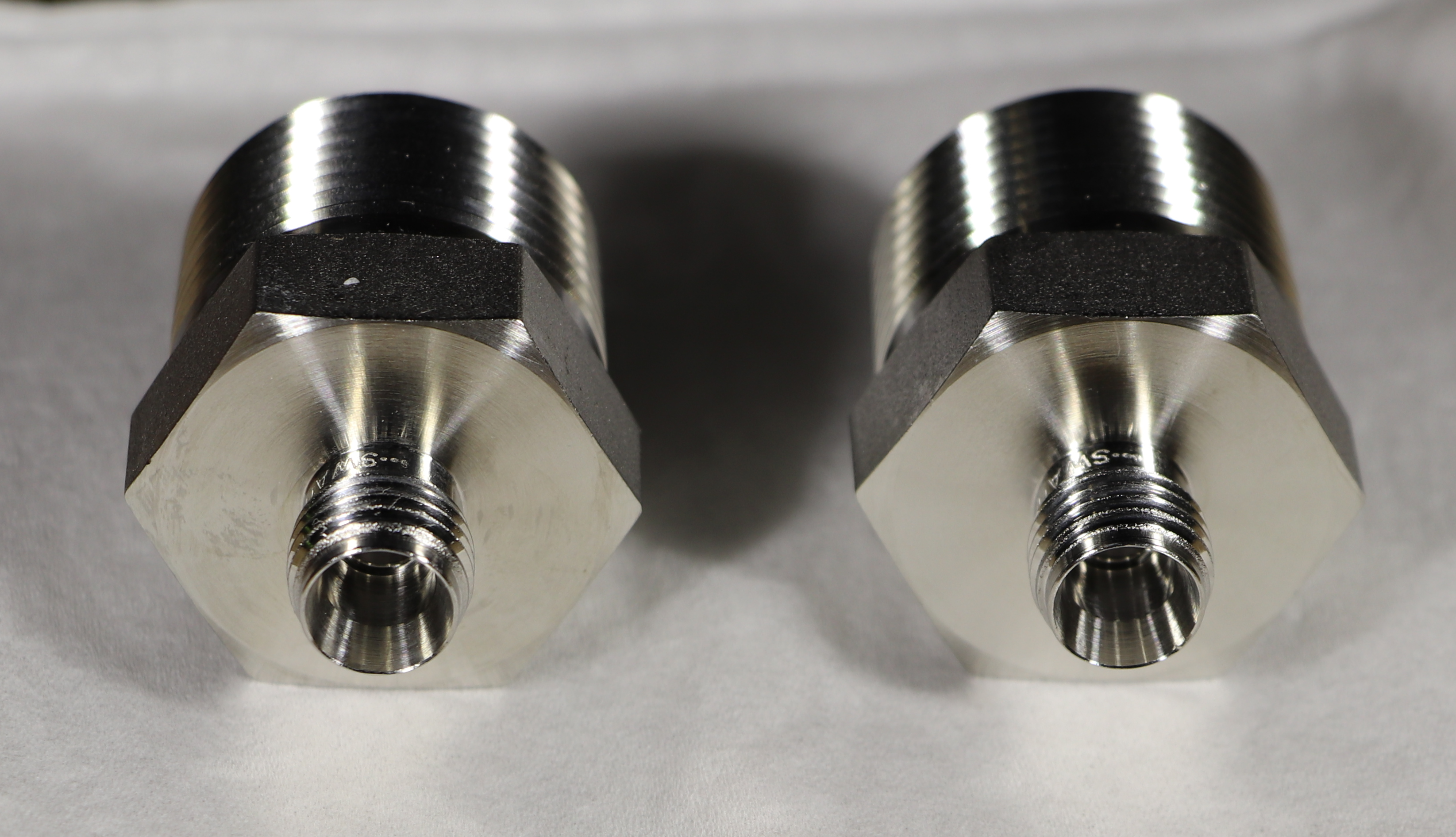

عملية التخميل أو كبت الفاعلية: هي عملية تهدف إلى جعل مادة ما خاملة بالنسبة لمادة أخرى وذلك بشكل مسبق لاستخدام المادتين معاً.
على سبيل المثال قبل تخزين سائل بيروكسيد الهيدروجين H2O2 في حاويات الألومنيوم، يمكن جعل هذه الحاوية خاملة بالنسبة للسائل المراد تخزينه عبر معالجتها بمحلول مخفف من حمض الآزوت HNO3 والبيروكسيد بالتناوب مع الماء المقطر. يتأكسد حمض الآزوت مع البيروكسيد ويقود إلى انحلال الشوائب التي قد توجد على سطوح التماس في الحاويات، بينما يقوم الماء المقطر بغسل وتنظيف السطوح من الحامض والشوائب المتأكسدة.